# Somme-Yèvre

Somme-Yèvre este o comună în departamentul Marne, Franța. În 2009 avea o populație de 110 de locuitori.